# 利特尔-帕克斯效应
利特尔-帕克斯效应（Little–Parks effect），或利特尔-帕克斯实验，是由威廉·A·利特尔和罗兰·D·帕克斯于1962年完成的一个超导实验。在实验中，超导空心薄壳圆柱体被置于不同强度的磁場中。利特尔和帕克斯观测到空心圆柱体的电阻随磁场强度变化而振荡。利特尔-帕克斯实验说明了BCS理论中库柏对假设的重要性，而且验证了类磁通（fluxoid）的量子化。

## 历史
1950年，弗里茨·伦敦在他的文章中定义了类磁通 {\displaystyle \Phi '}：
{\displaystyle \Phi '=\Phi +{\frac {m^{*}c}{e^{*2}}}\oint {\frac {\mathbf {J} _{s}\cdot d\mathbf {s} }{|\psi |^{2}}}}
其中 {\displaystyle \Phi =\oint \mathbf {A} \cdot d\mathbf {s} } 为传统意义上的磁通量。弗里茨·伦敦提出在多连通的超导体中，类磁通的取值离散，且为 {\displaystyle {\frac {hc}{e^{*}}}} 的整数倍。
当时弗里茨·伦敦假设有效电荷e*的大小为e；但在1961年，Deaver 和 Fairbank 的实验将磁通量量子确定为{\displaystyle {\frac {hc}{2e}}}，即 {\displaystyle e^{*}} 实际上是 {\displaystyle 2e}。这一结果展示了超导电子的配对。
然而，因为 Deaver 和 Fairbank 使用的是外壳较厚的空心圆柱体，所以类磁通 {\displaystyle \Phi '} 中的 {\displaystyle \mathbf {J} _{s}} 一项等于零，即无法区分 {\displaystyle \Phi '} 和 {\displaystyle \Phi } 。1962年，利特尔和帕克斯制备出薄壳空心圆柱超导体，发现样品在超导转变温度附近的磁阻随磁场的变化而振荡（其周期相关于磁通量量子 {\displaystyle \Phi _{0}}），间接证实了类磁通 {\displaystyle \Phi '} 的量子化。

## 实验

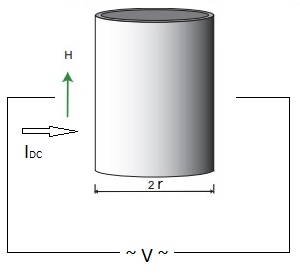
利特尔-帕克斯实验的示意图。

利特尔和帕克斯在文章中描述的样品制备方法是：首先，将一滴G.E. 7031水泥置于两根电线的末端后，迅速将两根电线拉开至一臂的距离。经过反复尝试，直径约为一微米的丝线可被拉制出来。接着，丝线被固定于一个凹槽中匀速旋转，运用蒸镀可以在丝线上沉积出均匀厚度的金属薄膜。因为薄于900 Å 的锡在水泥表面无法形成完整连续的薄膜，所以还需先在表面沉积厚度为25 Å 的金薄层。在此基础上，厚度为375 Å 的锡薄层被成功地生长出来。
伦敦方程预言了磁通量的量子化，但无法得出利特尔-帕克斯效应。对利特尔-帕克斯效应的分析需要用到金兹堡－朗道理论或BCS理论。超导空心薄壁圆柱体的转变温度 Tc 可由下式给出：
{\displaystyle \Delta T_{c}={\frac {\hbar ^{2}}{16m^{\ast }R^{2}}}\left({\frac {2e}{hc}}\Phi +n\right)^{2}}
其中 R 为圆柱体的半径，n 为任意整数。
然而，利特尔和帕克斯没有去直接测量 Tc，只通过测量电阻间接地说明了 Tc 的周期性行为。之后的理论分析在考虑了其他各方面因素对 Tc 的影响后，较为令人满意地解决了一系列关键问题，成功地将理论和实验联系在了一起。

## 应用

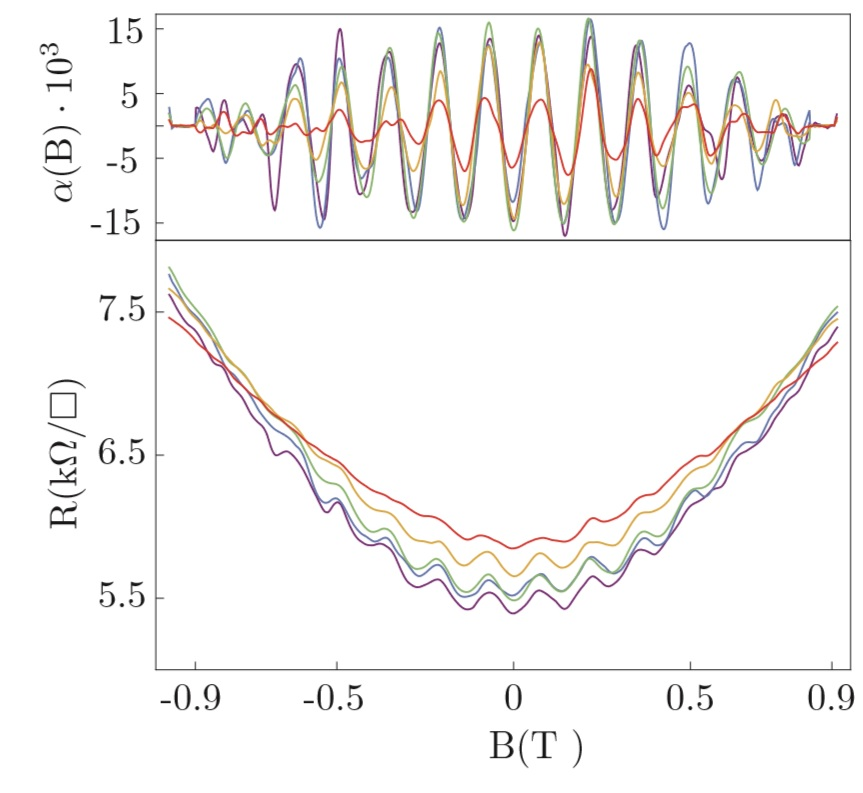
不同温度下的利特尔-帕克斯（LP）振荡。

利特尔-帕克斯效应被广泛地作为对庫柏對机制的一种证明，例如应用在对超导体-绝缘体转变的研究中。这里的难点是如何将利特尔-帕克斯振荡和其他效应分离开。